# بیزنس اینسایدر
بیزنس اینسایدر وبگاه خبری آمریکایی است که در خصوص تجارت و اخبار فناوری است که مقر اصلی در آن در نیویورک واقع است. مؤسس بیزنس اینسایدر کوین پی. رایان است که سابقه تأسیس دیگر وب‌سایت‌هلای مشهوری چون دابل‌کلیک را در کارنامه خود دارد. این وب‌گاه بیشتر درزمینه آنالیز و بررسی خبرهای تجارت و انتشار اخبار داغ فعالیت می‌کند. در ژوئن ۲۰۱۲ بیزنس اینسایدر ۵٫۴ میلیون بازدیدکننده داشت. همچنین در ژانویه ۲۰۱۴ نیز نیویورک تایمز گزارش داد که آمار ترافیک این وب‌سایت قابل مقایسه با آمار وال استریت ژورنال است.
افراد دخیل در این سایت پس‌زمینه‌ها مختلفی دارند. سردبیر بیزنس اینسایدر، هنری بلاجت دانش‌آموخته دانشگاه ییل است که پیش‌تر در وال‌استریت مشغول به کار بود. جیم ادواردز، سردبیر ارشد این وب‌گاه نیز سابقه همکاری با ادویک را دارد.

## پیوند
- بیزنس اینسایدر - وب‌گاه رسمی